# Gegarang (Bintang)
Gegarang is een bestuurslaag in het regentschap Aceh Tengah van de provincie Atjeh, Indonesië. Gegarang telt 138 inwoners (volkstelling 2010).